# Comperiella lemniscata
Comperiella lemniscata är en stekelart som beskrevs av Compere och Annecke 1961. Comperiella lemniscata ingår i släktet Comperiella och familjen sköldlussteklar.
Artens utbredningsområde är:
- Iran.
- Italien.
- Pakistan.
- Israel.
- Saudiarabien.
- Spanien.

Inga underarter finns listade i Catalogue of Life.